# Massilia aquatica
Massilia aquatica es una bacteria gramnegativa del género Massilia. Fue descrita en el año 2020, aunque inicialmente se aisló en el 2009. Su etimología hace referencia a acuática. Es aerobia y móvil por flagelo polar. Tiene un tamaño de 0,9-1,1 μm de ancho por 2,1-2,8 μm de largo. Forma colonias circulares, convexas, lisas, brillantes, con márgenes enteros y de color rosa-rojo en agar R2A tras 3 días de incubación. Temperatura de crecimiento entre 1-25 °C, óptima de 15 °C. No crece en agar TSA, BHI, NA ni MacConkey. Catalasa positiva y oxidasa negativa. Es sensible a ampicilina, ceftazidima, ceprofloxacino, gentamicina, cloranfenicol, piperaciclina, imipenem, kanamicina, cotrimoxazol, polimixina, estreptomicina y tetraciclina. Resistente a aztreonam. Tiene un genoma de 7,4 Mpb y un contenido de G+C de 63,69%. Se ha aislado de rocas en la isla James Ross, en la Antártida.